# جان بيار لو رو
جان بيار لو رو (بالفرنسية: Jean-Pierre Le Roux)‏ (و. 1982  م) هو لاعب شطرنج، ولاعب كريكت فرنسي، ولد في غانغان.

## روابط خارجية
- جان بيار لو رو على موقع الاتحاد الدولي للشطرنج (الإنجليزية)
- جان بيار لو رو على موقع مباريات الشطرنج (الإنجليزية)
- جان بيار لو رو على موقع 365Chess.com (الإنجليزية)
- جان بيار لو رو على موقع Chesstempo.com (الإنجليزية)